# Czosnówka
Czosnówka – wieś w Polsce położona w województwie lubelskim, w powiecie bialskim, w gminie Biała Podlaska. Na północnym skraju miejscowości płynie Krzna, na której znajduje się jaz wodny (przepływ 6,59 m³).
W 1596 roku miejscowość Szczosnówka została przyznana Parafii św. Anny w Białej Podlaskiej.
W latach 1975–1998 miejscowość administracyjnie należała do województwa bialskopodlaskiego.
Wieś jest sołectwem w gminie Biała Podlaska. Według Narodowego Spisu Powszechnego z roku 2011 wieś liczyła 705 mieszkańców.
We wsi znajduje się kaplica pod wezwaniem Matki Bożej Nieustającej Pomocy należąca do Parafii Chrystusa Miłosiernego w Białej Podlaskiej. 

## Części wsi
| SIMC    | Nazwa      | Rodzaj    |
| ------- | ---------- | --------- |
| 1021398 | Przymiarki | część wsi |
| 0010560 | Włóka      | część wsi |

## Znane osoby pochodzące z Czosnówki
Henryk Lesiuk (ur. 1948) – lekkoatleta, mistrz Polski z 1975 roku na dystansie 3000 m z przeszkodami. Startował w tej konkurencji na Mistrzostwach Europy w Lekkoatletyce w 1971 roku, ale odpadł w eliminacjach 